# Thomas J. Dodd
Thomas Joseph Dodd (Norwich, 1907. május 15. – Old Lyme, 1971. május 24.) az Amerikai Egyesült Államok szenátora (Connecticut, 1959–1971). Egyik fia, Christopher Dodd szintén elfoglalta a szenátori széket Connecticutban, 1981–2011 között.

## Élete
Robert H. Jackson, az amerikai fővádló egyik helyettese volt a nürnbergi perben, Robert G. Storey mellett. A pert feldolgozó, 2000-ben bemutatott Nürnberg című filmdrámában Hrothgar Mathews, a 2006-os változatban (Nürnberg: Nácik a bíróság előtt) Rupert Vansittart jelenítette meg.